# Patagonischer Eisschild

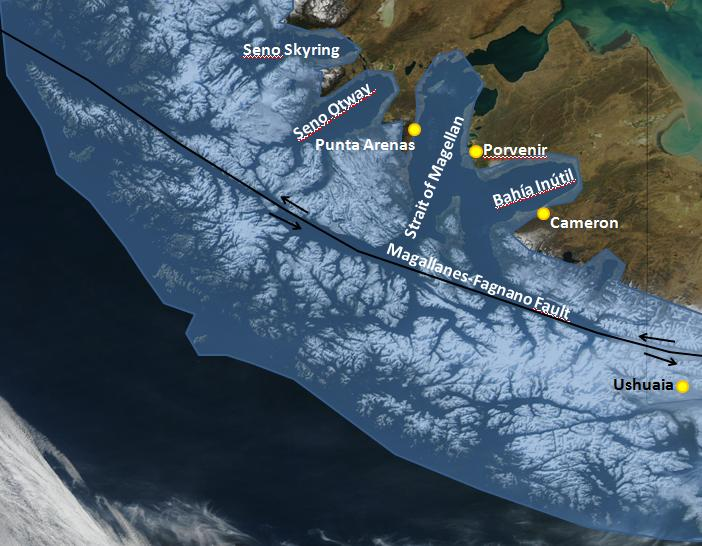
Ausdehnung der Vereisung während der letzten Eiszeit in der Magellanstraße

Der Patagonische Eisschild war ein massiver eiszeitlicher Eisschild im Gebiet der südlichen Anden, also des heutigen Chile und westlichen Argentiniens. Auf dem Gebiet des einstigen Eisschildes finden sich heute das nördliche patagonische Eisfeld (Campo de Hielo Norte) und das südliche patagonische Eisfeld (Campo de Hielo Sur) mit zusammen etwa 17.000 km². Weitere kleine Eisfelder gibt es im Gebirge Cordillera Darwin auf Feuerland.

## Entstehung
Während die tropischen Gletscher primär durch vom Atlantik stammende Niederschläge beeinflusst werden und sehr schnell auf Temperaturschwankungen reagieren, kommt der Hauptniederschlag nach Patagonien durch Westwinde vom Pazifik und prägt an der Küste das maritime Klima; die Ostseite der Anden ist jedoch relativ trocken. Die Anden verlieren nach Süden hin ab 35° S an Höhe und liegen meist unter 3.000 m. Die mittlere Temperatur nimmt jedoch nach Süden deutlich ab, und die starken Niederschläge bewirken die Bildung großer Gletscher.

## Paläographie
Der deutsche Geograph Hans Meyer entdeckte 1904 die Mehrphasigkeit der Vergletscherung Patagoniens, was von Rudolph Hauthal bestätigt wurde. Dieser nahm aufgrund eigener geologischer Untersuchungen an, dass der Eisschild während der ersten Phase der Vergletscherung die größte Ausdehnung hatte. Der schwedische Geologe Carl Caldenius (1887–1961) stellte in den Jahren 1928–1931 den maximalen Umfang der Vergletscherung fest und kartographierte dafür ein Gebiet von etwa einer Million Quadratkilometern. Er versuchte auch aufgrund der Warven, also der Sand- und Bändertonlagen, die sich in jedem Jahr beim Rückzug des Inlandeises vor den Gletschern bilden, die Chronologie dieser Bewegungen mithilfe der von Gerard De Beer entwickelten Methode zu bestimmen, was sich jedoch als fehlerhaft erwies.
Nach neueren Erkenntnissen erfolgte die erste Vergletscherung vor 7 bis 4,6 Millionen Jahren, also etwa gleichzeitig mit der der Westantarktis und des südlichen Alaska. Eine zweite Vergletscherung erfolgte vor etwa 3,6 Millionen Jahren. Die dritte Vergletscherung die weitestreichende: Ihr Maximum erreichte vor 1 bis 1,2 Millionen Jahren mit etwa 69° W die Atlantikküste. Nach anderen Quellen blieb der Eisschild im südlichen Patagonien etwa 140 km von der Küste entfernt. Nach Süden erstreckte er sich bis zum Beagle-Kanal. Auch in den Bergen der Provinz Buenos Aires befanden sich Eisinseln.
Vor etwa 12.000 Jahren war der Eisschild zum größten Teil abgeschmolzen, und zwar in Nord-Süd-Richtung, was die entsprechende Ausrichtung der großen Fjorde der chilenischen Westküste zeigt. Die verbleibenden Gletscher der südlichen Anden zeigen ein starkes Abschmelzen seit ca. 1975, das damit etwa 10 Jahre später als in den tropischen Anden einsetzte. Dabei zeigen sich lokal sehr unterschiedliche Trends infolge der Wechselwirkung zwischen Veränderungen von Temperatur und Regenmenge.

## Gegenwart
Die Reste des Eisschildes sind der Campo de Hielo Sur (ca. 13.000 km²) und der kleinere Campo de Hielo Norte (ca. 3700 km²). Die beiden größten Auslassgletscher des nördlichen Eisfeldes, San Rafael und San Quintín, haben seit Ende des 19. Jahrhunderts bis 2017 etwa 14–17 % ihrer Fläche verloren.